# Sebastian Stahl
Sebastian Stahl (Bonn, Renania del Norte-Westfalia, Alemania; 20 de septiembre de 1978) es un expiloto de automovilismo alemán.

## Carrera
Desarrolló su carrera deportiva compitiendo en categorías de turismos de su continente, logrando el subcampeonato de la Copa Alfa Romeo 147 Alemana del año 2002 y el campeonato del año 2004 en la Copa Seat León también de Alemania. Iniciado en el ámbito del karting, sus primero pasos los dio en la Formula König, categoría alemana de monoplazas destinada para novatos. Compitió también en las categorías, New Beetle Cup, Campeonato Europeo de Turismos, Porsche Supercup, División 1 de la ADAC Procar, Mini Challenge y Eurocup Mégane Trophy. En 2006 participó en la extinta categoría A1GP, donde compitió en dos carreras representando al Team Alemania junto a Timo Scheider y Adrian Sutil. Asimismo, en 2005 compitió en una sola competencia de la división GT1 de la FIA GT, al comando de un Saleen S7, mientras que en 2008, fue tercero en la división SP3T en las 24 Horas de Nürburgring, donde compartió la conducción de un SEAT León junto al suizo Harald Jacksties y el también alemán Thomas Marschall. Tras estas participaciones, se retiró de la práctica profesional del automovilismo en el año 2014. Tras su retiro, cumplió importantes papeles como representante de la marca SEAT en Alemania.

## Vida personal
Es hijo del expromotor alemán de automovilismo Rolf Schumacher y de Bárbara Stahl, lo que a su vez lo convierte en hermano de los expilotos de Fórmula 1, Ralf Schumacher (n. 1975) y el séptuple campeón de la especialidad Michael Schumacher (n. 1969). Asimismo, es tío de los pilotos Mick Schumacher (hijo de Michael y actual piloto del Campeonato Mundial Resistencia con Alpine) y David Schumacher (hijo de Ralf y actual piloto de Fórmula 3).

## Resumen de carrera
| Año       | Categoría                                         | Automóvil             |
| --------- | ------------------------------------------------- | --------------------- |
| 1988-1995 | Piloto de karts                                   | Karting               |
| 1996      | Debut en la Formula König                         | Tatuus-Volkswagen     |
| 1997      | Formula König                                     | Tatuus-Volkswagen     |
| 1998      | Debut en el Campeonato de Resistencia de la VLN   | BMW M3                |
| 2000      | Debut en la VW New Beetle Cup                     | Volkswagen New Beetle |
| 2001      | VW New Beetle Cup                                 | Volkswagen New Beetle |
| 2001      | Debut en Fórmula Renault Alemana                  | Tatuus-Renault        |
| 2002      | Debut en Copa Alfa Romeo 147. Subcampeón          | Alfa Romeo 147        |
| 2003      | Debut en el Campeonato Europeo de Turismos        | Alfa Romeo 156        |
| 2003      | Copa Alfa Romeo 147                               | Alfa Romeo 147        |
| 2004      | Debut en SEAT León Supercopa. Campeón             | Seat Leon             |
| 2004      | Copa Alfa Romeo 147                               | Alfa Romeo 147        |
| 2005      | SEAT León Supercopa                               | Seat Leon             |
| 2005      | Debut en FIA GT, Clase GT1. 1 carrera             | Saleen S7             |
| 2005      | Debut en Porsche Supercup. 1 carrera              | Porsche 911           |
| 2006      | Debut en A1GP, Team Germany. 2 carreras           | Lola-Zytek            |
| 2007      | Debut en la División 1 de ADAC Procar. 3 carreras | Toyota Corolla        |
| 2007      | Debut en la MINI Challenge. 2 carreras            | MINI Cooper           |
| 2008      | Clase SP3T de las 24 Horas de Nürburgring         | Seat Leon             |
| 2008      | MINI Challenge. 3 carreras                        | MINI Cooper           |
| 2011      | Eurocup Mégane Trophy. 2 carreras                 | Renault Mégane        |
| 2012      | Clase SP3 de las 24 Horas de Nürburgring          | Honda S2000           |
| 2014      | SEAT León Supercopa. 2 carreras                   | Seat Leon             |
| Fuentes:  |                                                   |                       |

### Palmarés
| Título     | Categoría           | Automóvil      | Año  |
| ---------- | ------------------- | -------------- | ---- |
| Subcampeón | Copa Alfa Romeo 147 | Alfa Romeo 147 | 2002 |
| Campeón    | SEAT León Supercopa | SEAT León      | 2004 |
| Fuente:    |                     |                |      |

## Resultados

### A1 Grand Prix
(Clave) (negrita indica pole position) (cursiva indica vuelta rápida)

| Año     | Equipo          | 1       | 2       | 3       | 4       | 5       | 6       | 7       | 8       | 9       | 10      | 11      | 12      | 13      | 14      | 15      | 16      | 17      | 18      | 19      | 20      | 21         | 22         | Pos. | Puntos |
| ------- | --------------- | ------- | ------- | ------- | ------- | ------- | ------- | ------- | ------- | ------- | ------- | ------- | ------- | ------- | ------- | ------- | ------- | ------- | ------- | ------- | ------- | ---------- | ---------- | ---- | ------ |
| 2005-06 | A1 Team Germany | GBR SPR | GBR FEA | GER SPR | GER FEA | POR SPR | POR FEA | AUS SPR | AUS FEA | MYS SPR | MYS FEA | UAE SPR | UAE FEA | RSA SPR | RSA FEA | IDN SPR | IDN FEA | MEX SPR | MEX FEA | USA SPR | USA FEA | CHN SPR 15 | CHN FEA 18 | 15.º | 38     |
| Fuente: |                 |         |         |         |         |         |         |         |         |         |         |         |         |         |         |         |         |         |         |         |         |            |            |      |        |